# Van Woustraat

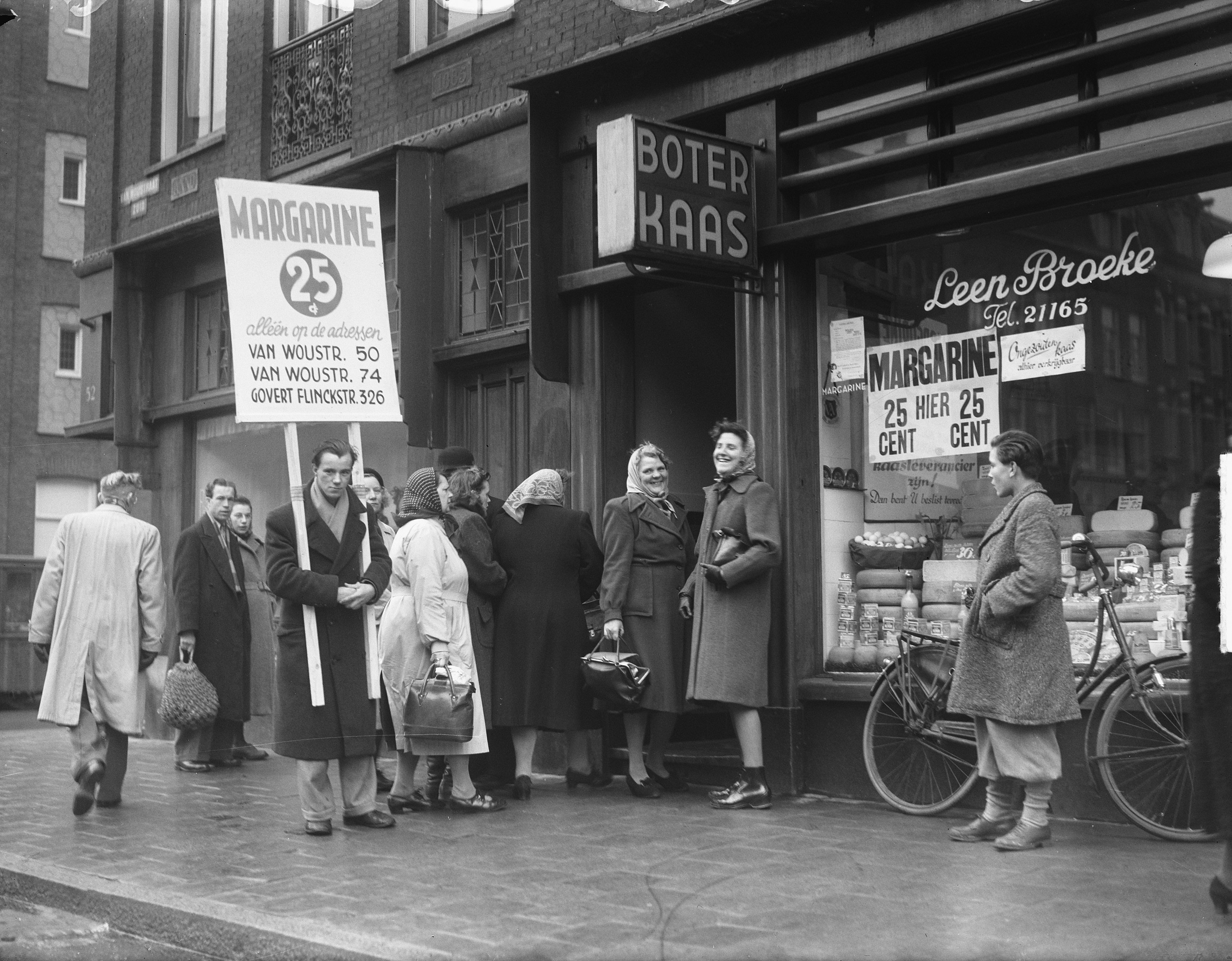
Scène de rue, devant une fromagerie-crèmerie, au 50 de la Van Woustraat, le 31 janvier 1950.

Van Woustraat est une rue d'Amsterdam.

## Situation et accès
Située dans l'arrondissement de Oud-Zuid, elle relie les berges du Singelgracht au niveau du Stadhouderskade, dans le prolongement du Frederiksplein à Victorieplein, dans le Rivierenbuurt en traversant le quartier de De Pijp selon un axe nord-sud. Elle croise notamment Albert Cuypstraat où se tient le célèbre Albert Cuypmarkt, ainsi que Ceintuurbaan.
La rue est caractérisée par son offre très large en boutiques, même si elle est moins fréquentée que Ferdinand Bolstraat qui lui est parallèle. Cependant, la rue reste célèbre pour ses nombreuses adresses de restaurants abordables. Elle constitue en outre un axe de circulation important entre l'arrondissement de Centrum et le sud de la ville, étant donné qu'elle est prolongée par Rijnstraat au sud de Victorieplein, et l'Autoroute A2 qui dessert le sud du pays au-delà. La multitude de magasins que l'on retrouve le long de son tracé lui a valu le nom de « Rue de traversée des boutiques » (doorrijwinkelstraat).

## Origine du nom
Elle a été nommée en l'honneur du fondeur de cloches néerlandais Geert van Wou, originaire de la ville de Kampen.